# Costelas falsas
As Costelas são ossos  que ficam no tórax, e são necessárias para o ser humano respirar.

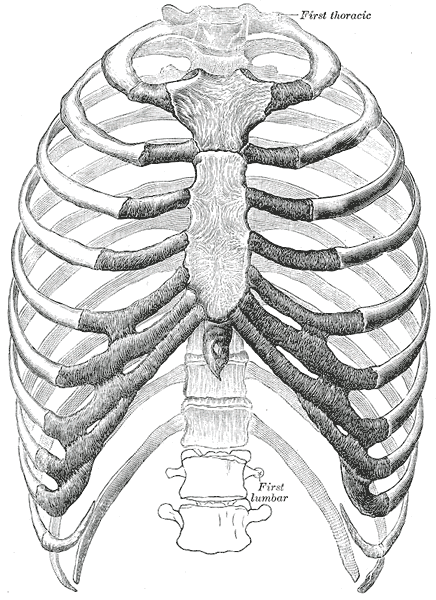
A cartilagem das costelas está representada pelas regiões mais escurecidas.

As costelas falsas ou vertebrocondrais são a oitava, a nona e a décima costelas. Recebem esse nome por estarem ligadas apenas indiretamente ao osso esterno. Suas cartilagens são fixadas às cartilagens das costelas imediatamente superiores a cada uma.
A oitava e a nona costela são típicas e possuem as características gerais de uma costela. A décima é atípica por possuir apenas uma faceta em sua cabeça.